# Lederhosen
Lederhosen (tysk for læderbukser) er korte bukser af læder, som bruges i Østrig, Schweiz og Bayern. Lederhosen findes i to modeller:
- korte og
- knælange. De bæres til folkedragter. De stammer fra bukser, som i 1700-tallet var almindelige over hele den vestlige verden. Klappen foran kaldtes a la bavaroise (som i Bayern).

Lederhosen er populære og bæres til hverdag og fest, i land og i by og af ung og gammel.[kilde mangler]
- Østrigske mænd iført lederhosen med tilhørende jakke kaldet for "janker". Denne model er nok den mest almindelige i dag (2005)
- Butik med Lederhosen i München i 2009
- Traditionel folkedragt fra byen Miesbach i Bayern (2006)